# Alain Michel
Alain Michel (Montélimar, 23 febbraio 1953) è un pilota motociclistico francese ritirato dall'attività agonistica.

## Carriera
Esordì nelle competizioni nel 1972 con una Honda CB 450, vincendo la Coupe de Quatre Saisons (serie di gare riservate alle moto derivate dalla serie) e arrivando secondo nel Campionato francese della 500 dietro a Jean-François Baldé. L'anno seguente si procurò una Yamsel 250, con cui corse con scarsi risultati.

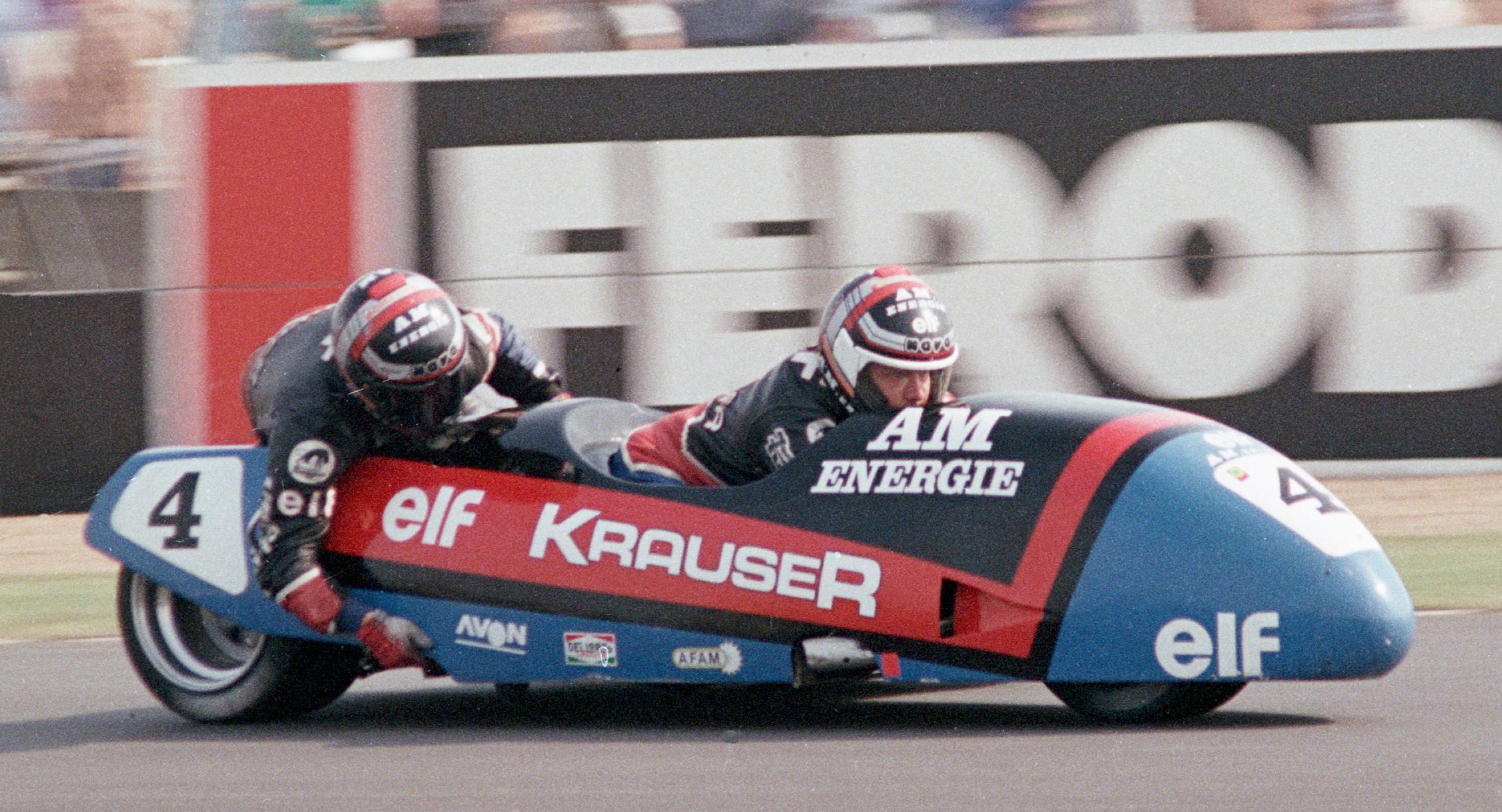
Alain Michel e Jean-Marc Fresc nel 1989.

Lasciate le corse collaborò con una rivista di moto per poi aprire nel 1974 un'officina ad Ancône. Il ritorno alle corse avvenne nel 1975 grazie al cognato, con cui collaborò alla costruzione di un sidecar da corsa con motore Kawasaki 750 H2. Appassionatosi ai "tre ruote", si procurò un motore Yamaha quattro cilindri per correre nella stagione '76. Con Bernard Garcia come passeggero, fu secondo al GP di Francia, nono nella classifica finale del Motomondiale e Campione francese. Ancora migliori furono le stagioni 1977 (quinto posto nel Mondiale, condita dalla sua prima vittoria iridata al Paul Ricard) e 1978 (vice campione del mondo con due GP vinti), nonostante due cambi di passeggeri. Meno proficua fu la stagione 1979, terminata al quarto posto: da ricordare il GP di Gran Bretagna, vinto nonostante delle ustioni alle mani provocate da un bidone di benzina che aveva preso fuoco durante le prove.
Michel si confermò tra i migliori piloti di sidecar nei primi anni ottanta: vice campione del mondo nel 1981 e terzo nel 1980, 1982 e 1984. Dopo una stagione '85 poco fortunata, il 1986 sembrò essere l'anno buono per il titolo: in testa alla classifica iridata alla vigilia del GP del Baden-Württemberg, ultima gara stagionale, Michel fu intervistato da TF1 sulla griglia di partenza. Terminata l'intervista, il francese non si allacciò bene il casco, che alla partenza quasi volò via. Tentando di allacciarlo Michel perse molte posizioni, e la successiva rimonta non fu sufficiente per conquistare il titolo mondiale, finito nelle mani dell'olandese Egbert Streuer.
Nelle stagioni successivi Michel ottenne diversi podi (collaborando nel frattempo con Claude Fior per una 500 da GP); fu solo nel 1990 che riuscì a vincere il tanto agognato titolo mondiale dei sidecar. La sua ultima stagione nel Motomondiale fu il 1991 (quarto a fine campionato). Dopo il ritiro dalle corse ha lavorato per la filiale francese della Gas Gas, sviluppando i modelli da enduro.

## Risultati nel motomondiale
| 1976 | Classe  | Moto       |   |   |    |    |  |     |    |    |    |   |     |    |  |  |  | Punti | Pos. |
| ---- | ------- | ---------- | - | - | -- | -- |  | --- | -- | -- | -- | - | --- | -- |  |  |  | ----- | ---- |
| 1976 | Sidecar | GEP-Yamaha | 2 | 6 | NE | NE |  | Rit | 10 | NE | NE | 9 | Rit | NE |  |  |  | 20    | 9º   |

| 1977 | Classe  | Moto       |    |   |   |    |    |   |    |   |     |    |    |     |     |  |  | Punti | Pos. |
| ---- | ------- | ---------- | -- | - | - | -- | -- | - | -- | - | --- | -- | -- | --- | --- |  |  | ----- | ---- |
| 1977 | Sidecar | GEP-Yamaha | NE | 3 | 7 | NE | NE | 1 | NE | 2 | Rit | NE | NE | Rit | Rit |  |  | 41    | 5º   |

| 1978 | Classe  | Moto          |    |    |   |   |     |     |   |    |    |   |   |   |    |  |  | Punti | Pos. |
| ---- | ------- | ------------- | -- | -- | - | - | --- | --- | - | -- | -- | - | - | - | -- |  |  | ----- | ---- |
| 1978 | Sidecar | Seymaz-Yamaha | NE | NE | 3 | 2 | Rit | Rit | 2 | NE | NE | 1 | 2 | 1 | NE |  |  | 76    | 2º   |

| 1979 | Classe      | Moto          |    |   |   |    |    |    |    |   |   |    |   |   |    |  |  | Punti | Pos. |
| ---- | ----------- | ------------- | -- | - | - | -- | -- | -- | -- | - | - | -- | - | - | -- |  |  | ----- | ---- |
| 1979 | Sidecar B2A | Seymaz-Yamaha | NE | - | - | NE | NE | NE | 10 | 5 | - | NE | - | - | NE |  |  | 7     | 12º  |

| 1980 | Classe  | Moto                      |    |    |   |   |   |   |   |   |   |   |  |  |  |  |  | Punti | Pos. |
| ---- | ------- | ------------------------- | -- | -- | - | - | - | - | - | - | - | - |  |  |  |  |  | ----- | ---- |
| 1980 | Sidecar | Seymaz-Fath/Seymaz-Yamaha | NE | NE | 8 | 2 | 2 | 2 | - | - | 2 | 2 |  |  |  |  |  | 63    | 3º   |

| 1981 | Classe  | Moto          |    |   |   |    |   |   |    |   |   |    |   |   |   |   |  | Punti | Pos. |
| ---- | ------- | ------------- | -- | - | - | -- | - | - | -- | - | - | -- | - | - | - | - |  | ----- | ---- |
| 1981 | Sidecar | Seymaz-Yamaha | NE | 3 | 1 | NE | 3 | 2 | NE | 1 | 3 | NE | 3 | - | 2 | 2 |  | 106   | 2º   |

| 1982 | Classe  | Moto          |    |   |    |    |    |   |   |    |   |   |   |   |   |   |  | Punti | Pos. |
| ---- | ------- | ------------- | -- | - | -- | -- | -- | - | - | -- | - | - | - | - | - | - |  | ----- | ---- |
| 1982 | Sidecar | Seymaz-Yamaha | NE | 2 | NE | NE | NE | 2 | - | NE | - | - | 2 | 1 | 1 | 4 |  | 68    | 3º   |

| 1983 | Classe  | Moto       |    |   |    |   |    |   |    |   |   |   |   |   |  |  |  | Punti | Pos. |
| ---- | ------- | ---------- | -- | - | -- | - | -- | - | -- | - | - | - | - | - |  |  |  | ----- | ---- |
| 1983 | Sidecar | LCR-Yamaha | NE | - | NE | 2 | NE | 6 | NE | - | 3 | 2 | 5 | 2 |  |  |  | 57    | 4º   |

| 1984 | Classe  | Moto       |    |    |    |   |   |   |    |   |   |   |   |    |  |  |  | Punti | Pos. |
| ---- | ------- | ---------- | -- | -- | -- | - | - | - | -- | - | - | - | - | -- |  |  |  | ----- | ---- |
| 1984 | Sidecar | LCR-Yamaha | NE | NE | NE | 4 | 2 | 2 | NE | - | 1 | 4 | 3 | NE |  |  |  | 65    | 3º   |

| 1985 | Classe  | Moto       |    |    |   |    |    |    |   |   |   |    |   |    |  |  |  | Punti | Pos. |
| ---- | ------- | ---------- | -- | -- | - | -- | -- | -- | - | - | - | -- | - | -- |  |  |  | ----- | ---- |
| 1985 | Sidecar | LCR-Yamaha | NE | NE | 6 | NE | NP | NE | - | - | - | AN | 4 | NE |  |  |  | 13    | 7º   |

| 1986 | Classe  | Moto       |    |    |   |   |    |   |   |   |   |   |    |   |  |  |  | Punti | Pos. |
| ---- | ------- | ---------- | -- | -- | - | - | -- | - | - | - | - | - | -- | - |  |  |  | ----- | ---- |
| 1986 | Sidecar | LCR-Yamaha | NE | NE | 6 | 3 | NE | 1 | 2 | 2 | - | 1 | NE | 5 |  |  |  | 75    | 2º   |

| 1987 | Classe  | Moto        |    |   |   |    |   |    |   |   |   |   |   |    |    |    |    | Punti | Pos. |
| ---- | ------- | ----------- | -- | - | - | -- | - | -- | - | - | - | - | - | -- | -- | -- | -- | ----- | ---- |
| 1987 | Sidecar | LCR-Krauser | NE | 2 | 3 | NE | 3 | NE | 3 | 4 | - | 3 | 4 | NE | NE | NE | NE | 68    | 3º   |

| 1988 | Classe  | Moto        |    |    |    |   |    |   |   |   |   |    |   |   |   |   |    | Punti | Pos. |
| ---- | ------- | ----------- | -- | -- | -- | - | -- | - | - | - | - | -- | - | - | - | - | -- | ----- | ---- |
| 1988 | Sidecar | LCR-Krauser | NE | NE | NE | 5 | NE | - | 2 | - | 4 | NE | 4 | 3 | 4 | 5 | NE | 93    | 4º   |

| 1989 | Classe  | Moto        |    |    |   |    |    |   |   |    |   |   |   |   |   |   |    | Punti | Pos. |
| ---- | ------- | ----------- | -- | -- | - | -- | -- | - | - | -- | - | - | - | - | - | - | -- | ----- | ---- |
| 1989 | Sidecar | LCR-Krauser | NE | NE | 2 | NE | NE | - | 3 | NE | 4 | 8 | 4 | 4 | 2 | 4 | NE | 109   | 3º   |

| 1990 | Classe  | Moto        |    |   |   |    |   |   |   |   |   |   |   |   |   |   |    | Punti | Pos. |
| ---- | ------- | ----------- | -- | - | - | -- | - | - | - | - | - | - | - | - | - | - | -- | ----- | ---- |
| 1990 | Sidecar | LCR-Krauser | NE | 1 | 2 | 14 | - | 3 | 1 | 1 | 2 | - | 2 | 1 | 1 | 6 | NE | 178   | 1º   |

| 1991 | Classe  | Moto        |    |    |   |    |     |   |    |   |   |   |   |   |   |   |    | Punti | Pos. |
| ---- | ------- | ----------- | -- | -- | - | -- | --- | - | -- | - | - | - | - | - | - | - | -- | ----- | ---- |
| 1991 | Sidecar | LCR-Krauser | NE | NE | 2 | 18 | Rit | 2 | NP | 2 | 4 | 3 | 4 | 1 | - | 2 | NE | 129   | 4º   |

| Legenda | 1º posto        | 2º posto            | 3º posto            | A punti      | Senza punti        | Grassetto – Pole position Corsivo – Giro più veloce |
| Legenda | Gara non valida | Non qual./Non part. | Ritirato/Non class. | Squalificato | '-' Dato non disp. | Grassetto – Pole position Corsivo – Giro più veloce |